# Kili Hejzel
Kili Rebeka Hejzel (engl. Keeley Rebecca Hazell; rođena 18. septembar 1986. u Velikoj Britaniji, London) je britanski supermodel. Poznata je širom sveta po svojim velikim prirodnim grudima.
Godine 2004. pobedila je na takmičenju za najlepše grudi koje je organizovao britanski tabloid "Sun" (The Sun'. pp. 3 Idol competition) i od tada njena karijera doživljava vrtoglavi uspon. Niska za manekenku (168 cm) odlučila se za karijeru fotomodela. Na listi najlepših žena sajta AskMen.com zauzela je 2007. 13. mesto. 

## Korisni linkovi
- Zvanični sajt Архивирано на веб-сајту  (22. децембар 2017)